# 걸복흘간
걸복흘간(乞伏紇干, ?~?）은 걸복부(乞伏部) 초대 가한(可汗)으로, 탁탁막하(託鐸莫何)라는 칭호로 불린다.
걸복부 수령 걸복여불(乞伏如弗)이 사인(斯引), 출련(出連), 질로(叱盧) 세 부(部)를 거느리고 막북(漠北)에서 남쪽으로 대음산(大陰山)으로 나가면서, 길가에 거대한 벌레[巨蟲] 한 마리를 만났는데, 형상이 신귀(神龜)와 같고 크기는 언덕만하여 말을 잡아 제사를 올리고 축문을 읊으면서, '만약 좋은 신이면 길을 열고 나쁜 신이면 길을 막고 열어주지 않을 것이다(若善神也, 便開路, 惡神也, 遂塞不通)'라고 하였다. 잠시 후 거대한 벌레는 사라졌고 그곳에 한 아이가 있었다. 당시 걸복부에 아들 없는 노인이 한 명 있어 그에게 아들을 키우도록 의견이 모였다. 노인은 아이에게 흘간(紇干)이라는 이름을 지어주었다. 이는 의지하다(依倚)라는 뜻이다. 흘간이 10살이 되자 용맹하여 말타고 활쏘기를 잘하였으며, 활 무게가 500근이었다. 네 부(部)는 그를 통주(統主)로 천거하였고, 걸복가한탁탁막하(乞伏可汗託鐸莫何)라고 불렀다. 탁탁(託鐸)은 비신비인(非神非人)이라는 뜻의 칭호이다.

## 참고문헌
- 『진서(晉書)』 卷125 「재기(載記)25」